# Nancy Dee
Pour les articles homonymes, voir Dee.
Nancy Dee (nom de scène d'Annemarie Verhegghe), née le 19 décembre 1949 à Mont-Saint-Amand (Gand), est une chanteuse belge d'expression néerlandaise.

## Biographie
Nancy Dee forme en 1979 le trio disco Benelux and Nancy Dee avec deux chanteuses néerlandaises et qui a eu un succès avec leur chanson Switch. Le trio se sépare l'année suivante.
En 1979, Micha Marah est sélectionnée pour représenter la Belgique au Concours Eurovision de la chanson à Jérusalem avec Hey nana, une chanson qu'elle détestait. Comme elle menace de se retirer, Nancy Dee est approchée pour chanter la chanson à sa place. Micha Marah se décide finalement de chanter et Nancy Dee participe en tant que choriste. Hey Nana est classée dernière du concours.
Nancy Dee tente d'être sélectionnée en 1981 avec la chanson Blij bij jou pour le Concours Eurovision de la chanson à Dublin, mais c'est Emly Starr qui lui est préférée avec Samson. Nancy Dee est à nouveau choriste.
En 1986, elle accepte d'interpréter la chanson du générique I Love You  du film comique flamand Paniekzaaiers. Le réalisateur Patrick Lebon lui demande ensuite si elle serait d'accord de jouer dans ce film son propre rôle, celui d'une des femmes enlevées par un dangereux criminel.
Nancy Dee n'est plus active dans la musique depuis le début des années 2000, mais, en 2016, envisage un retour dans ce milieu.

### Vie privée
Nancy Dee a été mariée cinq fois avec un homme et vit actuellement à Ostende avec une femme, annonçant dans une interview « En réalité, je suis lesbienne » (eigenlijk ben ik lesbisch).